# MDGRAPE-3
MDGRAPE-3 – superkomputer wybudowany w instytucie Riken w Japonii w 2006 roku. Jest systemem dedykowanym, zbudowanym w celu symulacji dynamiki molekularnej, w szczególności do przewidywania struktury białek.
MDGRAPE-3 składa się z 201 węzłów zawierających po 24 specjalnie zaprojektowane układy scalone (w sumie 4808 układów), 64 węzłów zawierających po 256 dwurdzeniowych procesorów Intel Xeon „Dempsey”, oraz 37 węzłów zawierających po 74 jednordzeniowe procesory Xeon.
W czerwcu 2006 Riken ogłosił, że MDGRAPE-3 osiągnął poziom 1 PFLOPS (1015 operacji zmiennoprzecinkowych na sekundę). W tym czasie komputer znajdujący się na 1 miejscu na liście TOP500 najwydajniejszych superkomputerów świata IBM Blue Gene/L, miał moc obliczeniową 0,28 PFLOPS. Ponieważ architektura MDGRAPE-3 nie umożliwiła uruchomienia testu LINPACK, nie kwalifikował się jednak do umieszczenia na tej liście.